# バイク便

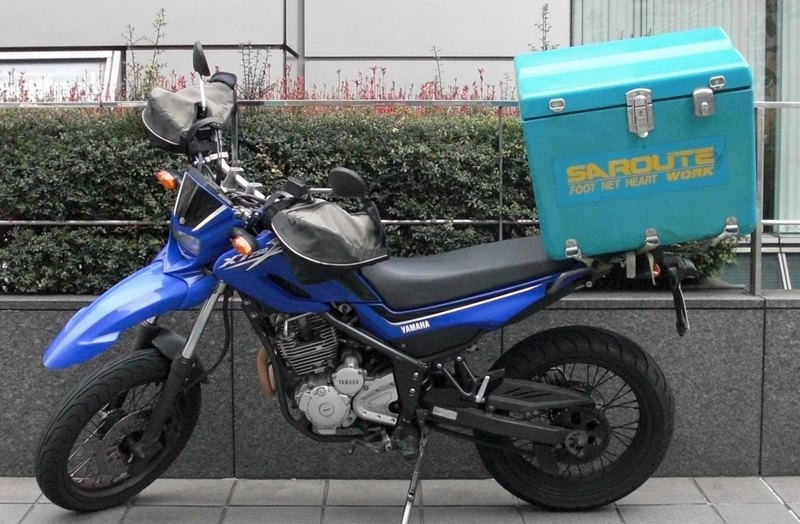
日本のバイク便に用いられるバイクの一例

バイク便（バイクびん、英:motorcycle courier）とは大都市内での小規模輸送事業の一つで、書類や小型の荷物をオートバイを使って運ぶ。日本では貨物自動車運送事業法の適用を受ける。

## 概要
バイク便は発送から到着まで数時間以内などの緊急の配達が求められる場合に用いられ、日本では特に渋滞が多い東京23区や大阪市などの大都市部で需要が多い。
宅配便の運賃に比べて割高ではあるものの、宅配便の配達が一部のケース（短距離圏内で朝方発送→夕刻以降配達の限定された条件の場合）を除き、原則的に最短でも翌日となるため、特に急いで送る必要のある企業間の連絡文書や小型貨物の輸送に利用される。広告関係や出版関係では、原稿（電子原稿の記録メディアを含む）や写真フィルムなどの輸送でも頻繁に利用される。近年では文書の電子化やブロードバンドが普及しているが、電子化できない物品を迅速に輸送する手段の一つとして現在も需要はある。インターネットの普及に伴い、インターネットを利用した受注を行う業者もある。
車体の小さなオートバイの利点を活かして、四輪車では通行が困難な狭い道路でも通行でき、渋滞している区間においては車列をすり抜けて走行できることから、総合的に四輪車より早く輸送できる。高速道路を利用して配送する場合は料金が四輪車よりも安価である。一方で、後部座席の上などに取り付けた荷箱に荷物を入れて輸送するため、荷物の大きさや重量に制限がある点が欠点である。
バイク便事業者によっては、オートバイで運べないような大きさの荷物にも対応するため、軽自動車を使った運送も事業展開している場合もある。また、概ね200km以上の長距離輸送の場合は道路交通よりも新幹線や飛行機などの交通手段のほうが短時間で安全に配送できることが多いため、これらの交通手段に配達員が乗客として乗って、手荷物として運ぶ方法を組み合わせたハンドキャリー便を取り扱う業者もある。
日本郵政公社発足と同時に施行された民間事業者による信書の送達に関する法律（信書便法）に基づいて、信書の送達が可能な特定信書便事業としての許可を取得するバイク便事業者もある。
ヨドバシカメラでは「ヨドバシエクストリーム」において、軽自動車や三輪スクーターによる自社配送を行っている。

## バイク便を題材とした作品
- ロードランナー - 次原隆二の漫画。
- バイキッズ! - 神塚ときおの漫画。
- トラフィッカー - 光永康則の漫画。
- ジャジャ - えのあきらの漫画。
- スーパーカブ - トネ・コーケンの小説。4・5巻目に登場。
- (参考)メッセンジャー - その名の通り自転車便が主人公の日本映画で、ライバル業者として登場するバイク便との確執シーンが多々登場する。